# Benigno Zaccagnini

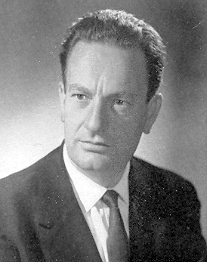
Benigno Zaccagnini

Benigno Zaccagnini (* 17. April 1912 in Faenza; † 5. November 1989 in Ravenna) war ein italienischer Politiker und Arzt.

## Leben und Wirken
Während des Zweiten Weltkrieges war Zaccagnini Partisan der Resistenza; in Zusammenarbeit mit Arrigo Boldrini nahm er an der Befreiung der Romagna teil.
Zaccagnini gehörte zu den Gründern der Democrazia Cristiana und wurde in die Verfassungsgebende Versammlung (1946) sowie in die Abgeordnetenkammer (1948) der neugegründeten Italienischen Republik gewählt. Er zählte zum christlich-demokratischen Flügel, der für eine Zusammenarbeit mit den linken (oder Mitte-links-)Parteien war. In der Abgeordnetenkammer verblieb er, bis er 1979 in den Senat gewählt wurde.
Zaccagnini war Minister für Arbeit und Soziales im Jahre 1959 unter Antonio Segni und behielt dieses Amt auch unter der folgenden Regierung unter der Leitung von Fernando Tambroni bei. Im selben Jahr (1960) war er Minister für öffentliche Arbeiten unter Amintore Fanfani.
Im Jahr 1975 wurde er zum Generalsekretär der Democrazia Cristiana ernannt. Diesen Posten behielt er bis 1980, dann wurde er durch Flaminio Piccoli ersetzt. Im Jahr 1984 wurde er in das Europäische Parlament gewählt.